# Nederlandse kolonie in Suratte
Suratte of Soeratte (het latere Surat) was een bekende handelsstad aan de noordwestkust van Voor-Indië, in het Mogolrijk. Het ligt aan de rivier de Tapti. De Engelsen hadden al in 1609 of in 1612 een factorij in de stad na slag te hebben geleverd met de Portugezen. Pieter van den Broecke vestigde er in 1616, na enkele niet-geslaagde pogingen, een handelspost voor de VOC. In 1620 werd hij er de eerste directeur. Ook Arabië en Perzië vielen onder dit directoraat. In de loop van de achttiende eeuw werd het belang van Surat voor de VOC minder, de handel verplaatste zich steeds meer naar Bombay. De handelsposten werden naar aanleiding van de Brieven van Kew in 1795 bezet door het Verenigd Koninkrijk.

## Handelposten

### Surat

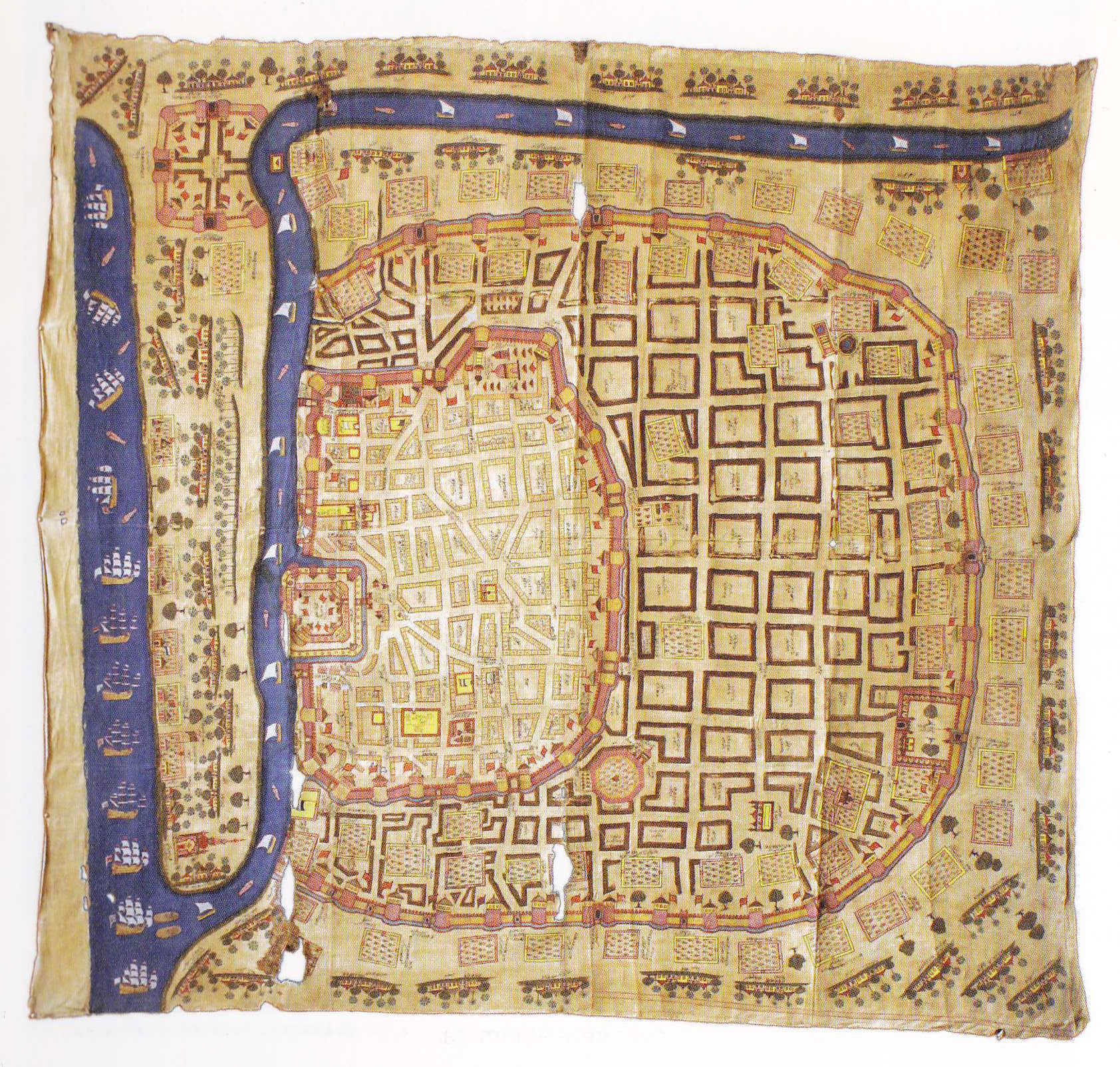
Suratte op een Indiase kaart van ca. 1730. Net rechts onder de citadel in gele kleur de handelspost van de VOC. Op het Suvali schiereiland in de Tapti rivier nog enkele pakhuizen met de Nederlandse vlag.

Aangezien de stad erg belangrijk was voor de handel in katoenen stoffen en indigo wilde de VOC er een kantoor openen. Lokale handelaren gebruikten de stad namelijk al om goederen vanuit het binnenland en Perzië aan te voeren. De stoffen werden door de VOC verhandeld in Atjeh en dienden als ruilmiddel voor de handel in specerijen op de Molukken. De VOC kreeg van de Grootmogol Nuruddin Salim Jahangir een aantal handelsprivileges en kon in de loop van de zeventiende eeuw de handel in katoen en specerijen zelf in handen krijgen.
Door de verkregen privileges hoefde de VOC de handel niet met militaire middelen te beschermen, en daardoor was er in de plaats verhoudingsgewijs weinig VOC-personeel. Ook hoefde de VOC geen fort te bouwen. De handel liep in de loop van de achttiende eeuw wel gevaar door politieke spanningen binnen het Mogolrijk. Het rijk was namelijk in verval geraakt en ook in Perzië waren er binnenlandse onrusten waardoor de handelsactiviteit afnam. Ook kreeg de VOC te kampen met concurrentie van de Britten die vanuit Bombay de handel gedeeltelijk, en later grotendeels, overnamen. Tijdens de Vierde Engels-Nederlandse Oorlog tussen 1781 en 1784 was de stad even Brits bezit. Bij de vrede werd het weer aan de VOC overgedragen, maar in 1795 kwam de stad uiteindelijk toch in Britse handen.
De handel was echter tijdens vrijwel de gehele periode dat de VOC actief was winstgevend. Door de privileges kon de VOC vele factorijen in het gebied en achterland stichten, tot aan het geïsoleerd gelegen Agra. Omdat de Grootmogol gewend was aan veel uiterlijk vertoon gedroegen de VOC-directeuren en kooplieden zich op eenzelfde wijze, ze schaften zich daartoe een complete hofhouding aan. Zij stelden dat dit nodig was, wilde men iets bereiken in onderhandelingen. De Raad van Indië heeft, zo blijkt uit bronnen, herhaaldelijk geprotesteerd tegen dit kostbare vertoon van zijn personeel, echter zonder resultaat.

### Overige plaatsen
- Agra – Vanuit de stad Surat was de handel in de kleurstof indigo belangrijk. Deze kleurstof werd verbouwd in Agra, dat 800 km landinwaarts ligt. Aangezien de VOC al eerder enige malen de plaats had aangedaan, werd er in 1621 een handelspost geopend. Om de beste kwaliteit te krijgen moest men het echter bij de verbouwers zelf kopen. De indigo werd in de Republiek gebruikt in de lakenindustrie. Verder werd er gehandeld in zijde uit Bengalen en katoen. Door de afgelegen ligging stond de post bekend om frauduleuze praktijken, aangezien er nauwelijks controleurs uit Batavia kwamen. Het VOC-personeel hield zich daarom vaak bezig met privéhandel. In 1720 werd de post gesloten vanwege de terugvallende indigohandel, die een gevolg was van de politieke onrust in het land.

- Burhanpur –  Er werd in Burhanpur een factorij geopend omdat er vanuit verschillende regio’s (waaronder Bengalen, Perzië en Kashmir) goederen werden verhandeld. De plaats ligt 80 mijlen landinwaarts aan de Tapti. De post werd echter snel gesloten door concurrentie van de Britten.

- Ahmadabad –  Deze stad was oorspronkelijk een plaats waar kooplieden met verschillende herkomst handel dreven. Er heerste een gunstig handelsklimaat omdat kooplieden geen in- of uitvoerrechten hoefden te betalen. Het was alleen verplicht om de gouverneur geregeld geschenken te brengen. Vanaf 1617 was er een kantoor geopend door de VOC. Naast indigo en katoenen stoffen waren ook zijde (dat werd verhandeld op Java), diamanten en salpeter handelsproducten. Door het verval van het Mogolrijk verminderde in de achttiende eeuw de handel, en werd ook de transportroute naar Surat gevaarlijker. Daarom werd het kantoor in 1744 gesloten.

- Bharuch –  De VOC had in Bharuch afwisselend een handelspost. De handel werd er beheerst door de hindoes. Het voornaamste product was katoen, wat er ook verwerkt werd. De plaats werd ook regelmatig aangedaan door Portugezen, Britten en Arabieren.

- Vengurla –  Deze stad ligt een stuk zuidelijker dan de andere handelsposten die onder Surat vielen. Pas in 1673 besloot de Raad van Indië om de post bij het directoraat Suratte te voegen. Drie jaar later werd het onder de directie van Malabar geplaatst.[2] Er was al vanaf 1637 een VOC-kantoor in de stad, gesticht door Johan van Twist, waar voornamelijk peper werd gekocht. Verkocht werden foelie en kruidnagels uit de Molukken. Belangrijker was de bevoorrading van de vloten die ieder jaar de haven van Goa blokkeerden. In 1663 veroverde de VOC de zuidkust van India op de Portugezen, waardoor het belang van de stad afnam en de focus zich verplaatste naar Cochin.

- Baroda –  Op de route van Broach naar Ahmedabad lag het stadje Baroda (het huidige Vadodara). Er werd in de plaats gehandeld in katoenen stoffen en indigo van lagere kwaliteit. Het is bekend dat de VOC er enkele jaren een factorij heeft gehad.

- Khambhat –  Tussen 1617 en 1643 had de VOC een kantoor in deze stad, die aan een kleine rivier lag. De rivier, die uitmondt in de Golf van Khambhat, viel bij eb vrijwel droog en daarom konden grote schepen niet voor anker gaan voor de stad. De handel liep ook terug, de lokale bewoners gaven de Nederlanders en Engelsen daarvan de schuld. Mede daarom werd de post in 1643 gesloten.

- Suvali –  Door de vele zandbanken in de haven van Surat moesten grote schepen voor anker gaan bij de plaats Suvali. Hier was namelijk een natuurlijke haven vanwaar de goederen werden getransporteerd.

- Kets Mandui –  Het is bekend dat de VOC drie factorijen in het achterland van Surat had die onder het directoraat vielen. In de factorij Kets Mandui werkten in 1755 zes personeelsleden van de VOC. Er zijn gegevens over de aanwezigheid van de VOC bekend.

Tot 1707 vielen ook Mokka en de andere vestingen in Jemen onder het bestuur van Surat.

## Overblijfselen
Van de aanwezigheid van de VOC is tegenwoordig weinig meer te merken. In de steden Surat en Bharuch zijn oude Nederlandse begraafplaatsen. Hendrik van Rheede en Dirck van Adrichem werden er in stijl en op bijzondere wijze begraven. Hun graven werd rond 2010 gerestaureerd door de ASI (Archeologische Dienst van India). Nabij wat nu heet de 'Dutch Garden' aan de Tapti rivier zijn nog pakhuizen, die echter niet meer in de oorspronkelijke staat verkeren.
In fort Daulatabad is een VOC kanon te vinden. Verder zijn er restanten te zien van de versterkte factorij bij de plaats Vengurla.